# Halbwüsten-Stelzenralle
Die Halbwüsten-Stelzenralle (Monias benschi) auch Monias-Stelzenralle ist eine bodenlebende Vogelart aus der Familie der Stelzenrallen (Mesitornithidae). Die Art ist in einem kleinen Gebiet an der Südwestküste Madagaskars endemisch.

## Verbreitung und Lebensraum

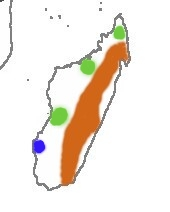
Verbreitungsgebiete der Mesitornithidae:
Kurzfuß-Stelzenralle
Halbwüsten-Stelzenralle
Einfarb-Stelzenralle

Das sehr kleine Verbreitungsgebiet liegt an der Südwestküste Madagaskars, reicht von den Flüssen Mangoky im Norden bis zum Fiheranana im Süden, ist etwa 200 km lang und reicht von der Küste bis zum Beginn der inländischen Hügelkette etwa 70 bis 80 km landeinwärts. Die Höhenverbreitung reicht von Meeresspiegelhöhe bis etwa 130 Meter. Der Lebensraum ist eine mit stacheligen, bis zu 15 Meter hohen Bäumen bestandene Halbwüste.

## Aussehen
Die Halbwüsten-Stelzenralle wird etwa 32 cm lang. Ihr Gefieder ist oberseits graubraun, die Brust und der Bauch des Männchens ist mit halbmondförmigen, dunklen Flecken gemustert, während das Weibchen dort rotbraun gefärbt ist, manchmal mit einer dunklen Punktierung. Über dem Auge liegt ein heller Überaugenstreifen (Supercilium). Die Augen der Männchen sind rötlich, die der Weibchen orange oder braun. Der relativ lange und gebogene Schnabel ist schwarz, mit einer rötlichen Schnabelbasis, Beine und Füße sind rötlich. Die Beine sind länger als bei den Stelzenrallen der Gattung Mesitornis. Über jahreszeitabhängige Variationen oder mit dem Alter im Zusammenhang stehende Änderungen in der Befiederung gibt es keine Informationen. Jungvögel sind matter gefärbt als die Erwachsene, mit dunklen Flecken auf der Brust, einem dunkelgrauen Schnabel und pinkfarbenen Füßen.
Von den im gleichen Lebensraum vorkommenden Seidenkuckucken (Coua sp.) kann die Halbwüsten-Stelzenralle gut durch ihren langen, gebogenen Schnabel, den hellen Überaugenstreifen und die entweder überwiegend rötliche (Weibchen) oder weißliche und gefleckte Brust (Männchen) unterschieden werden.

## Lebensweise
Die Halbwüsten-Stelzenralle ist standorttreu und territorial und lebt in Gruppen, die in ungestörten Wäldern größer sind als in relativ offenen Wäldern mit zahlreichen xerophytischen und stachligen Didierea madagascariensis. Das von einer Gruppe beanspruchte Gebiet ist im Schnitt 12 bis 15 ha groß. Die Größe hängt von der Anzahl der Männchen innerhalb einer Gruppe ab, nicht von der gesamten Gruppengröße. Alle Mitglieder der Gruppe beteiligen sich an der Verteidigung des Reviers. Während der Brutperiode verteidigen die Vögel ein kleineres Territorium. Obwohl flugfähig, fliegen die Vögel nur, um einen Aussichtsposten oder das Nest zu erreichen oder um zu fliehen. Die Halbwüsten-Stelzenralle verträgt eine gewisse Beeinträchtigung ihres Lebensraums, vorausgesetzt der Waldboden ist reich an Laub. Bereiche, in denen die Vegetation so dicht ist, dass sie nicht durchschlüpfen können, sowie schattenlose Zonen werden gemieden.

## Brutverhalten

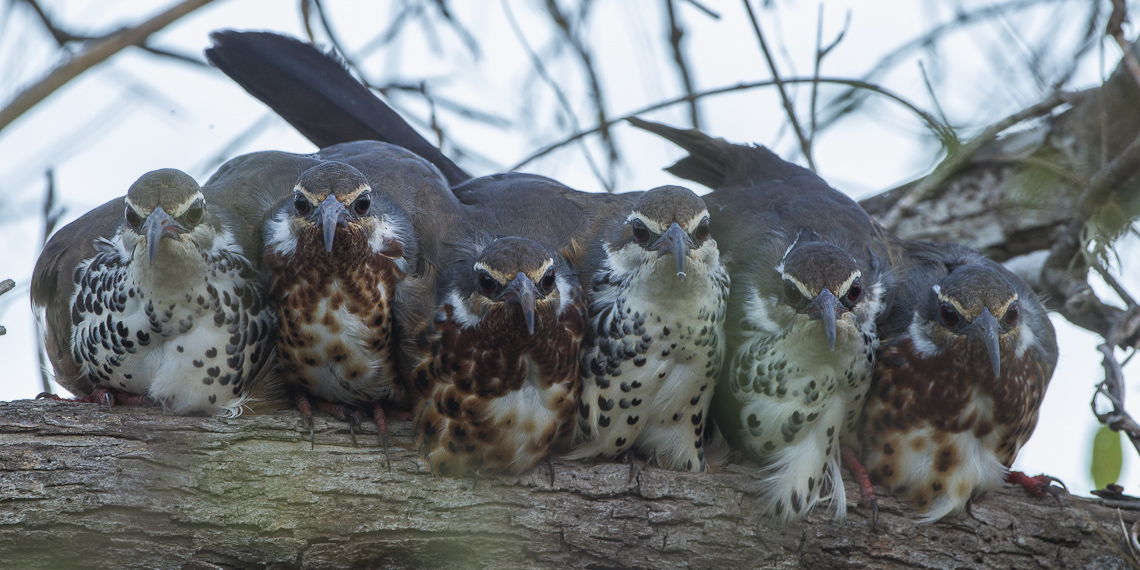
Gruppe mit drei Weibchen und drei Männchen

Die Halbwüsten-Stelzenralle brütet das ganze Jahr über, die meisten Bruten finden im Dezember und Januar statt. Im Unterschied zu den meisten anderen Vogelarten in der Region ist sie dabei nicht von der Regenzeit abhängig und somit finden auch zum Höhepunkt der Trockenzeit im März Bruten statt. Die Halbwüsten-Stelzenralle kann als monogames Paar oder in größeren Gruppen von bis zu 8 Vögeln seltener bis zu 10 Vögeln brüten. Größere Gruppen teilen sich in kleinere zu 2 bis 4 Vögeln auf. In größeren Gruppen kommen normalerweise etwa drei Männchen auf zwei Weibchen. Dies ist auf die höhere Sterberate der Weibchen während des Brütens zurückzuführen.
Das ungeschützte, flache Nest wird in einer Höhe von 0,6 bis zwei Metern in einem Strauch, niedrigen Baum oder in Lianengewirr gebaut. Es ist immer zu erreichen, ohne dass die Vögel fliegen müssen, besteht aus Zweigen, Blättern, Borke und wird mit Flechten getarnt. Die Männchen einer Gruppe bauen bis zu fünf Nester im Zentrum ihres Territoriums. Für die Brut wird aber nur eines genutzt, das etwa 4 bis 6 Wochen vor Beginn der Eiablage gebaut wird. Das Gelege besteht aus zwei Eiern, seltener aus einem Eier, die durchschnittlich etwa 37 × 27 mm messen. Die Geschlechter wechseln sich beim Brüten und dem Hüten der Jungen ab. Daran beteiligen sich alle ausgewachsenen Männchen und das dominante Weibchen einer Gruppe. Tagsüber brüten sowohl Weibchen als auch Männchen, in der Nacht vor allem die Männchen. Alle Kücken schlüpfen zur gleichen Zeit. Sie sind schwarz braun oder schokoladenbraun mit hellen Stellen am Kopf und auf der Bauchseite, wo auch eine dunkle Fleckung zu sehen ist. Bis zum flügge werden vergehen etwa 21 bis 27 Tage. In einigen Jahren brüten die Vögel zweimal.

## Nahrung
Die Halbwüsten-Stelzenralle ernährt sich von Wirbellosen, darunter sind Termiten und im Erdboden vergrabene Insektenlarven. Außerdem frisst sie Samen und kleine Früchte. Sie sucht einen großen Teil ihrer Nahrung zwischen und unter dem Falllaub, gräbt mehr im Boden als andere Stelzenrallen.

## Gefährdung
Die IUCN schätzt den Bestand der Art als gefährdet (Vulnerable) ein. Das gesamte Verbreitungsgebiet der Halbwüsten-Stelzenralle ist lediglich 12,400 km² groß, und in dieser Gegend sind einige Regionen für die Art ungeeignet. In einigen Teilen des Verbreitungsgebiets kommt sie mit einer relativ großen Individuendichte vor (0,2 bis 0,3 Exemplare/ha), in anderen ist sie selten. Im Jahr 2002 wurde die Gesamtpopulation der Art auf 115.000 Exemplare geschätzt. Der primäre Dornbuschwald nahm von 1962 bis 1999 um 15,6 % ab, im Osten des Verbreitungsgebietes um etwa 28 %. Die gegenwärtige Rate ist nicht bekannt. Ein Problem ist die Überweidung durch Ziegen und die Abholzung um Holzkohle zu produzieren. In der Nähe von Dörfern wird die Halbwüsten-Stelzenralle mit Schlingen oder mit Hunden gejagt. Möglicherweise werden die Nester auch von eingeführten Ratten geplündert. Innerhalb des Verbreitungsgebietes gibt es keine Naturschutzgebiete.